# 68-я мотострелковая дивизия
68-я мотострелковая Новгородская Краснознамённая дивизия (68-я мсд)
каз. 68-ші мотоатқыштар Новгород Қызылтулы дивизиясы (каз. 68-ші мад) — соединение в составе Сухопутных войск Вооружённых Сил СССР и Сухопутных войск Вооружённых сил Республики Казахстан (9-я омехбр — каз. 9-ші жмехбр).

## Боевой путь в годыВеликой Отечественной войны
Предшественником 68-й мсд является 372-я стрелковая Новгородская Краснознамённая дивизия (372-я сд), сформированная 25 сентября 1941 года.
Состав 68-й сд к окончанию Великой Отечественной войны:
- 1236-й стрелковый Выборгский Краснознамённый ордена Александра Невского полк
- 1238-й стрелковый полк
- 1240-й стрелковый ордена Кутузова III степени полк
- 941-й артиллерийский полк
- 381-й отдельный истребительно-противотанковый дивизион
- 440-я разведывательная рота
- 658-й сапёрный батальон
- 829-й отдельный батальон связи
- 463-й медико-санитарный батальон
- 456-я отдельная рота химической защиты
- 493-я автотранспортная рота
- 232-я полевая хлебопекарня
- 801-й дивизионный ветеринарный лазарет
- 1426-я полевая почтовая станция
- 749-я полевая касса Госбанка

## Послевоенная история
По окончании Великой Отечественной войны Директивой Ставки ВГК № 11095 от 29 мая 1945 года 372-я сд включена в состав Группы советских оккупационных войск в Германии. 

В 1946 году в связи с сокращением Вооружённых Сил 372-я стрелковая дивизия реорганизована в 46-я стрелковую бригаду (46-я сбр), части дивизии реорганизованы в стрелковые батальоны.

В период 1949—1953 годы шёл процесс восстановления стрелковых дивизий из бригад и все они (включая входящие в их состав воинские части) получали свои прежние номера. 46-я сбр снова стала 372-й сд.

30 апреля 1955 года стрелковые корпуса от № 50 и выше, и большинство дивизий от № 150 и выше, а также стрелковые полки от № 450 и выше получили меньшие номера. При этом занимались номера корпусов (дивизий, полков), оставшиеся свободными после всех сокращений и переформирований, произошедших до этого времени. 

372-я сд стала 68-й сд. Её стрелковые полки 1236-й, 1238-й, 1240-й стали соответственно 186-м, 187-м и 188-м мотострелковыми полками (мсп).
В 1957 году стрелковые части и соединения переименованы в мотострелковые.
68-я сд получила новое полное наименование: 68-я мотострелковая Новгородская Краснознамённая дивизия.
С 1957 по 1966 годы 68 мотострелковая дивизия дислоцировалась в г. Урюпинске Волгоградской (до 1961 — Сталинградской) области и входила в состав войск Северо-Кавказского военного округа (СКВО). В начале 1966 года, из-за советско-китайского раскола, дивизия полном состае была передислоцирована в Казахскую ССР и вошла в состав войск Туркестанского военного округа (ТуркВО), с дислокацией большинства частей дивизии в н.п. Сарыозек Талды-Курганской области.
В 1969 году, после Пограничного конфликта у озера Жаланашколь, для усиления пограничных частей на советско-китайской границе в г. Панфилов были передислоцированы 187-й мсп и 188-й мсп.
187-й мсп был выведен из состава 68-й мсд и расформирован под создание воинских частей 10-го Укреплённого Района «Хоргос» в составе Панфиловского гарнизона (отдельный танковый батальон и пулемётно-артиллерийский батальон). Укреплённый район в послевоенный период — специализированное соединение Сухопутных войск осуществлявших боевую поддержку пограничных частей в случае вторжения.
188-й мотострелковый полк временно выведут из состава 68-й мсд и переименуют в 205-й отдельный мотострелковый полк (205-й омсп или в/ч 74261), который подчинят непосредственно штабу САВО в период до 1979 года.
В военном городке, занимаемом ранее 187-м мсп в г. Талды-Курган, в составе 68-й мсд сформируют новый 517-й мотострелковый полк (517-й мсп).
Состав 68-й мсд к декабрю 1979 году:
- Управление 68-й мсд — в/ч 97751, н. п. Сарыозек. Первоначально располагалось в г. Алма-Ате. В 1969 году было переведено в Сары-Озек.
- 186-й мотострелковый Выборгский Краснознамённый ордена Ленина ордена Александра Невского полк — в/ч 77800, Алма-Ата
- 188-й мотострелковый Нарвский ордена Кутузова 3 степени полк — в/ч 74261, Панфилов. Первоначально дислоцировался в н.п. Отар-2 (в дальнейшем пгт Гвардейск).
- 517-й мотострелковый полк — в/ч 18404, Талды-Курган
- 301-й танковый полк — в/ч 12740, Сарыозек
- 343-й артиллерийский полк — в/ч 29108, Сарыозек
- 1164-й зенитно-ракетный полк — в/ч 64049, Сарыозек. Первоначально дислоцировался в н.п. Отар-2 (в дальнейшем пгт Гвардейск).
- 28-й отдельный ракетный дивизион — в/ч 52501, пгт Гвардейский (с мая 1980 — Сарыозек)
- 227-й отдельный инженерно-сапёрный батальон — в/ч 89427, Сарыозек
- 549-й отдельный батальон связи — в/ч 77035, Сарыозек
- 106-й отдельный разведывательный батальон — в/ч 48386, Талды-Курган
- 4-й отдельный ремонтно-восстановительный батальон — в/ч 59326, Сарыозек
- 81-й отдельный батальон химической защиты — в/ч 69613, Сарыозек
- 8-й отдельный медицинский батальон — в/ч 49415, Сарыозек
- отдельный противотанковый артиллерийский дивизион — в/ч 61251, Сарыозек
- 52-й отдельный автомобильный батальон (впоследствии — 395-й отдельный батальон материального обеспечения) — в/ч 74852, Сарыозек
- комендантская рота — в/ч 44271, Сарыозек

Дислоцированный в г.Алма-Ата 186-й мотострелковый полк 26 декабря 1979 года был поднят по тревоге и к исходу дня 1 января 1980 года сосредоточен в районе г.Термез Узбекской ССР. В ночь с 3 на 4 января 1980 года вошёл на территорию Демократической Республики Афганистан и переподчинён из состава 68-й мсд в состав 108-й мотострелковой дивизии, вошедшей неделей ранее на территорию ДРА. 1 марта 1980 года на базе 186-го мсп сформирована 66-я отдельная мотострелковая бригада (66-я омсбр), путём реорганизации штатной структуры подразделений и включения в состав бригады 48-го отдельного десантно-штурмового батальона, прибывшего из состава 39-й отдельной десантно-штурмовой бригады дислоцированной в г. Хыров Львовской области Прикарпатского ВО. После переформирования 66-я омсбр была выведена из состава 108-й мсд и была передислоцирована в г. Джелалабад. 66-я омсбр была выведена из Афганистана 27 мая 1988 года на территорию СССР, где 1 июня 1988 года и была расформирована.
В 1980 году в военном городке, занимаемом ранее 186-м мсп в Алма-Ате, в составе 68-й мсд был сформирован новый 385-й мотострелковый полк (385-й мсп или в/ч 61993).
В 1980 году 106-й отдельный разведывательный батальон был передислоцирован в г. Панфилов в военный городок 188-го омсп.
В конце 1980-х гг. в составе дивизии находились:
- 188-й мотострелковый Нарвский ордена Кутузова полк, в/ч 74261 (г. Панфилов)
- 385-й мотострелковый полк (п. Бурундай)
- 517-й мотострелковый полк, в/ч 18404 (г. Талды-Курган)
- 310-й танковый полк, в/ч 12740 (с. Сарыозек)
- 343-й артиллерийский полк, в/ч 29108 (с. Сарыозек)
- 1164-й зенитный артиллерийский полк, в/ч 64049 (с. Сарыозек)
- 28-й отдельный ракетный дивизион, в/ч 52501 (с. Сарыозек)
- отдельный противотанковый артиллерийский дивизион, в/ч 61251 (с. Сарыозек)
- 227-й отдельный инженерно-саперный батальон, в/ч 89427 (с. Сарыозек)
- 549-й отдельный батальон связи, в/ч 77035 (с. Сарыозек)
- 106-й отдельный разведывательный батальон, в/ч 48386 (г. Панфилов)
- 4-й отдельный ремонтно-восстановительный батальон, в/ч 59326 (с. Сарыозек)
- 81-й отдельный батальон химической защиты, в/ч 69613 (с. Сарыозек)
- 395-й отдельный батальон материального обеспечения, в/ч 74852 (с. Сарыозек)
- 8-й отдельный медицинский батальон, в/ч 49415 (с. Сарыозек)
- 52-й отдельный автомобильный батальон, в/ч 74852 (с. Сарыозек)
- ОВКР, в/ч 44271 (с. Сарыозек)

## Соединение в Вооружённых силах Республики Казахстан

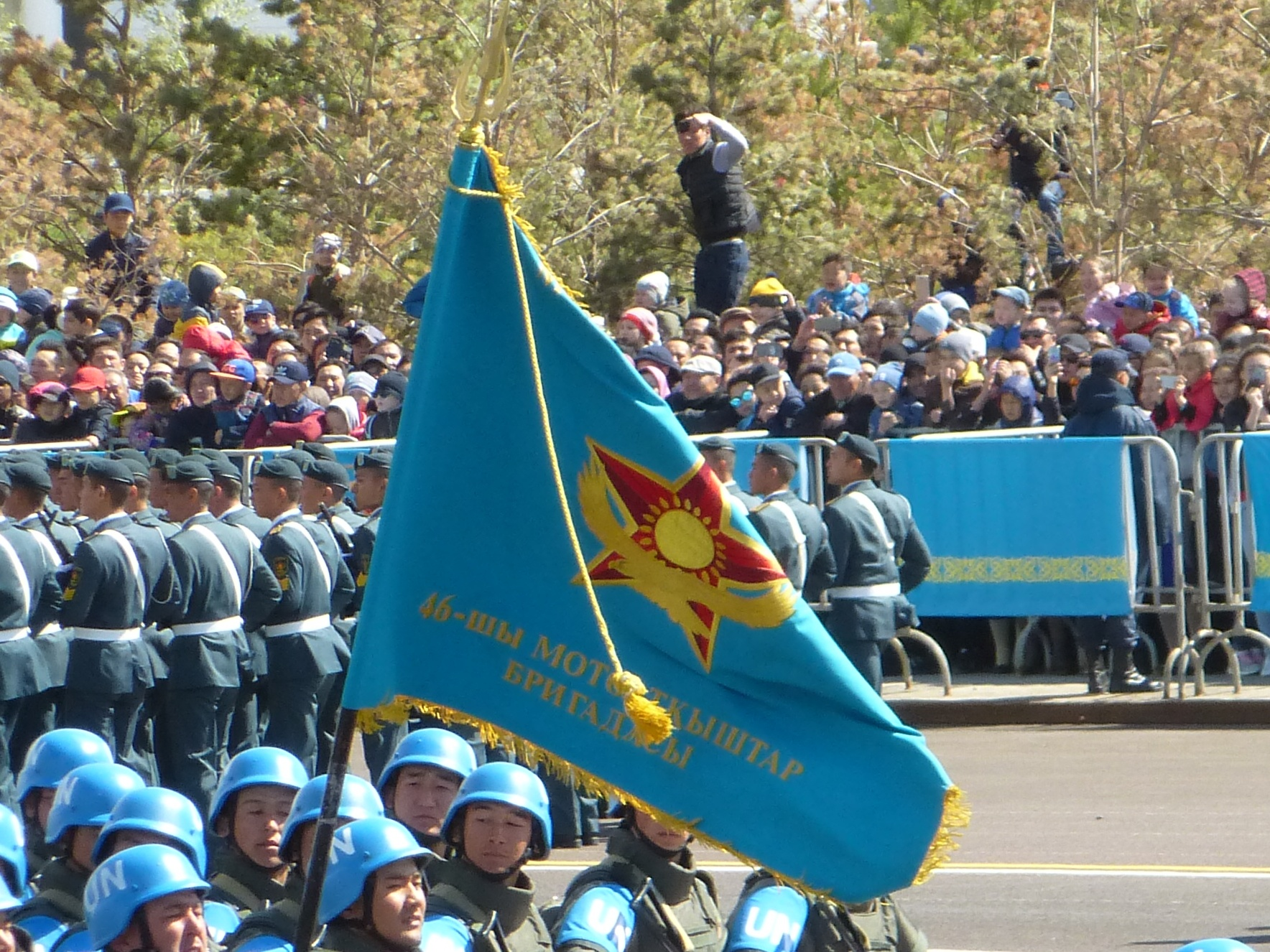
Боевое знамя 46-й мотострелковой бригады
Парад в Астане. 7 мая 2017 года

7 мая 1992 года 68-я мотострелковая дивизия перешла под юрисдикцию Республики Казахстан.
Командиром дивизии назначен Ертаев Бахытжан, который после окончания АВОКУ, начинал офицерскую службу в этой же дивизии командиром взвода в 186-м мотострелковом полку в 1973 году.
106-й отдельный разведывательный батальон был передислоцирован обратно в г.Талдыкорган.
В связи с переходом Сухопутных войск ВС РК на бригадное формирование в 2003 году 68-я мсд была расформирована.
Ранее, в 1996 году 385-й мотострелковый полк 68-й мсд был переформирован в 46-ю мотострелковую бригаду (каз. 46-ші мотоатқыштар бригадасы).
В официальных СМИ 46-я мотострелковая бригада, с начала формирования и до передачи в состав Аэромобильных войск в 2006 году, именовалась как 1-я отдельная мотострелковая бригада (1-я омсбр), поскольку являлась первой бригадой в Истории ВС РК, сформированной на базе полка. 1-я омсбр являлась также первым формированием в ВС РК, в котором в 1997 году, в порядке эксперимента, вводилась контрактная служба для рядового и сержантского состава.
В апреле 2003 года 46-я мотострелковая бригада была переформирована в 37-ю отдельную десантно-штурмовую бригаду с переподчинением Управлению Аэромобильных Войск ВС РК, которые изначально были созданы Указом Президента Республики Казахстан от 6 июля 2000 года (№ 417 «О структуре Вооружённых Сил Республики Казахстан») — как Управление Мобильных Сил.
12 ноября 2003 года согласно директиве Министра обороны РК, Мобильные Силы переименованы в Аэромобильные Войска ВС РК (АэМВ). 

Оставшиеся полки 68-й мсд также были переформированы в бригады.
При окончательном расформировании 68-й мсд были созданы 5 бригад: 2 десантно-штурмовые, 2 механизированные и 1 артиллерийская.
Позже одну отдельную механизированную бригаду созданную на базе 301-го танкового полка, переименуют в танковую бригаду.

### Части 68-й мсд вошедшие в составАэромобильных войск (Десантно-штурмовых войск)
Всего в состав АэМВ из состава 68-й мсд в период с 2003 по 2006 годы были переданы следующие части:
- 37-я отдельная десантно-штурмовая бригада (бывший 517-й мотострелковый полк) — в/ч 18404, Талдыкорган
- 38-я отдельная десантно-штурмовая бригада (бывший 385-й мотострелковый полк) — в/ч 61993, Алма-Ата
- 4-й отдельный разведывательный батальон (бывший 106-й отдельный разведывательный батальон) — в/ч 48386, Талды-Курган
- 4-й отдельный инженерно-сапёрный батальон (бывший 227-й отдельный инженерно-сапёрный батальон) — в/ч 89427, Сарыозек
- 4-й отдельный батальон связи (бывший 549-й отдельный батальон связи) — в/ч 77035, н. п. Алма-Ата

Номера войсковых частей переданных в АэМВ, при переформировании, переподчинении и передислокации — не изменялись.

### Части 68-й мсд вошедшие в состав Сухопутных войск
- 9-я отдельная механизированная Нарвская ордена Кутузова 3 степени бригада (бывший 188-й мотострелковый полк) — в/ч 74261, Жаркент (бывш. Панфилов)
- 43-я танковая бригада (бывший 301-й танковый полк) — в/ч 12740, Сарыозек. С 2013 по 2023 годы находилась в составе Десантно-штурмовых войск[10].
- 44-я артиллерийская бригада (бывший 343-й артиллерийский полк) — в/ч 29108, Сарыозек. С 2013 года по 2023 годы находилась в составе Десантно-штурмовых войск.
- отдельный конный горно-егерский полк (в/ч 91678) — пос. Бауыржан Момышулы. Создан в 2003 году как отдельный конный горно-егерский батальон на базе в/ч 74261 (9-я омехбр) в Жаркенте и был передислоцирован в Жамбылскую область в состав 5-й отдельной механизированной бригады (5-я омехбр или в/ч 85395). В 2013 году формирование было развёрнуто до отдельного полка[11][12].

Преемником 68-й мотострелковой Новгородской Краснознамённой дивизии следует считать 9-ю отдельную механизированную Нарвскую ордена Кутузова 3 степени бригаду (9-я омехбр), как единственное мотострелковое формирование оставшееся после расформирования 68-й мсд (в ВС РК все мотострелковые бригады переименованы в механизированные бригады).

Полное название на государственном языке: 9-шi жеке Нарва механикаландырылған ІІІ дәрежелі Кутузов орденді бригадасы (9-шi жмехбр).

## Участие 68-й мсд в международных акциях
Сводные подразделения от 68-й мсд участвовали в Гражданской войне в Таджикистане с февраля 1993 года по февраль 2001 года.

Согласно Соглашению СНГ от 9 октября 1992 года и Решению СНГ от 22 января 1993 года, сводный казахстанский батальон находился в Горном Бадахшане и выполнял боевую задачу по охране таджикско-афганской границы в кризисный период после начала Гражданской войны в Таджкистане. Совместно с казахстанским батальоном, на смежных участках сходные задачи решали узбекский и киргизский батальоны. Первоначально осенью 1992 года в Таджикистан отправили один десантно-штурмовой батальон без техники в количестве 300-т бойцов от 35-й одшбр.

С весны 1993 года на основании Постановления Верховного Совета Республики Казахстан от 15 апреля 1993 года и Постановления Кабинета Министров Республики Казахстан от 30 апреля 1993 года сформировали Отдельный сводный стрелковый батальон из 3-х стрелковых рот без штатной авто- и бронетехники от трёх силовых ведомств. Было принято в Таджикистан отправлять сводный стрелковый батальон сроком на 3-и месяца — попеременно одну сводную роту от 68-й мотострелковой дивизии из Сарыозека или от управления погранвойск, одну роту от 35-й одшбр и одну роту от полка оперативного назначения внутренних войск из Шымкента. 

С июля 1994 года сводная рота от 68-й мсд участвовала в отправке сводных подразделений в Таджикистан на постоянной основе, так как 35-я одшбр руководством ВС РК была освобождена от задачи по комплектованию и отправке своих сводных подразделений в Таджикистан.

Боевая задача казахстанских военных в Таджикистане заключалось в усилении блокпостов и застав пограничного отряда РФ в н. п. Калаи-Хумб. Там же ВС РК понесли первые и пока самые тяжёлые потери за всю свою историю по итогам одного боя. 7 апреля 1995 года в Пшихаврском ущелье Памира. Рота военнослужащих внутренних войск во время марша попала в засаду и приняла неравный бой с противником. 17 человек погибли, ещё 33 солдата получили ранения. Всё за время пребывания в Таджикистане, в ходе боевых действий сводный казахстанский батальон потерял убитыми и без вести пропавшими 54 бойца.

## Командиры 68-й мсд
Неполный список командиров дивизии:
- Фёдоров, Алексей Константинович — 1974—1978;
- Ширнин, Анатолий Григорьевич — 1978—1982;
- Барынькин Виктор Михайлович — 1984—1986;
- Кондратьев Станислав — 1986—1993;
- Ертаев Бахытжан Ертаевич — 1993—1996;
- Губайдулин, Геннадий Латифович — 1997—1999.